# TortoiseHg
TortoiseHg는 마이크로소프트 윈도우에서 실행되는 머큐리얼(Mercurial)의 GUI 프론트엔드이며 파일 탐색기, Mac OS X, 리눅스와 직접 통합 연동된다.
이것은 PyQt로 작성되었으며 (윈도우 셸 확장은 제외) 명령 행에서 기본 클라이언트를 사용할 수 있다.
윈도우 환경에서 머큐리얼과 함께 작업할 때 종종 권장되고 선호된다.

## 같이 보기
- TortoiseSVN